# Енсинитас (Калифорнија)
Енсинитас (енгл. Encinitas) град је у америчкој савезној држави Калифорнија. По попису становништва из 2010. у њему је живело 59.518 становника.

## Демографија
Према попису становништва из 2010. у граду је живело 59.518 становника, што је 1.504 (2,6%) становника више него 2000. године.
| Група             | 2000.          | 2010.          |
| Белци             | 45.852 (79,0%) | 46.881 (78,8%) |
| Афроамериканци    | 340 (0,6%)     | 361 (0,6%)     |
| Азијати           | 1.798 (3,1%)   | 2.323 (3,9%)   |
| Хиспаноамериканци | 8.584 (14,8%)  | 8.138 (13,7%)  |
| Укупно            | 58.014         | 59.518         |